# ダイエー草加店
ダイエー草加店（ダイエーそうかてん）は、埼玉県草加市氷川町に所在するダイエーの商業施設である。店番号は0756。ネットスーパー取扱店舗。

## 概要

### （初代）ダイエー草加店 → Dダイエー（Dマート）草加店 → （2代）ダイエー草加店時代
1974年（昭和49年）に開業。建物は地上6階・地下1階建て。開業して9年後にDダイエー（後にDマートとなる）に業態転換され、その後、再度ダイエーに業態転換した店舗である。Dマートに業態転換された1号店であり、Dマートのブランド廃止の際には最後まで残った店舗でもあった。
開業当初は草加ショッパーズプラザの名称であったが、左記の名称は公式には使われず、ダイエー草加店の名称を表向きは前面に出している。ただし、草加市への届出上のSC名称では草加ショッパーズプラザとなっている。
しかし、建物の老朽化は著しく進行、防災・耐震上を理由に建て替えのため、2011年（平成23年）1月31日18時をもって閉店し36年の歴史に幕を下ろした。

### （3代）ダイエー草加店時代
その後、跡地に新しい建物を建設し、2012年4月26日に開業した。店舗面積は約3,900m²、延床面積は約6,600m²。業態は総合スーパー (GMS) からスーパー・スーパーマーケット (SSM) に変更となった。
地上2階建てで、1階が食料品など、2階が日用品などを扱っている。

### 付記
- 当店舗とは別に1994年に忠実屋から承継した店舗が草加市草加に存在し「ダイエー草加店」を名乗っていた時期があったが、のちに閉店している[4]。

## 歴史
- 1974年（昭和49年）4月5日 - （初代）ダイエー草加店開業。SC名称は草加ショッパーズプラザ。
- 1983年（昭和58年）4月 - Dマートに業態転換。
- 2002年（平成14年） - 改装工事を施し、リニューアルオープン。
- 2003年（平成15年） - 西側に出入口が新たに設けられる。
- 2007年（平成19年）3月8日 - ダイエーに再度業態転換。これをもってDマートのブランドが廃止になる。
- 2011年（平成23年）1月31日 - 建物建て替えのため、18時をもって閉店。
- 2012年（平成24年）
  - 4月26日 - （3代目）ダイエー草加店開業[5]。
  - 7月17日 - ネットスーパー取扱開始[5]。